# Scheuersrode
Koordinaten: 50° 47′ 32″ N, 9° 22′ 44″ O
Scheuersrode war eine bisher nur im Jahre 1471 urkundlich erwähnte und zu diesem Zeitpunkt bereits wüst gefallene Siedlung in der heutigen Gemarkung von Ottrau, dem Kernort der Gemeinde Ottrau im Schwalm-Eder-Kreis in Nordhessen.
Die Siedlung lag etwa 1,2 km südlich von Ottrau auf 371 m Höhe auf der nördlichen Abdachung des Bechtelbergs (472 m) rund 350 m östlich der heutigen Landesstraße L 3157 von Berfa nach Ottrau am östlichen Quellbach der Otter kurz vor der Vereinigung der beiden Quellbäche. Auf der Niveaukarte von Kurhessen (Blatt 74. Herzberg) sind die Flurnamen Scheuersrode und Scheuersrod dort verzeichnet. Der Ort gehörte zum Gericht Lingelbach. Die Flur der Siedlung erstreckte sich beiderseits der heutigen Gemarkungsgrenze zwischen Berfa im Süden und Ottrau im Norden.